# Politica della Tunisia

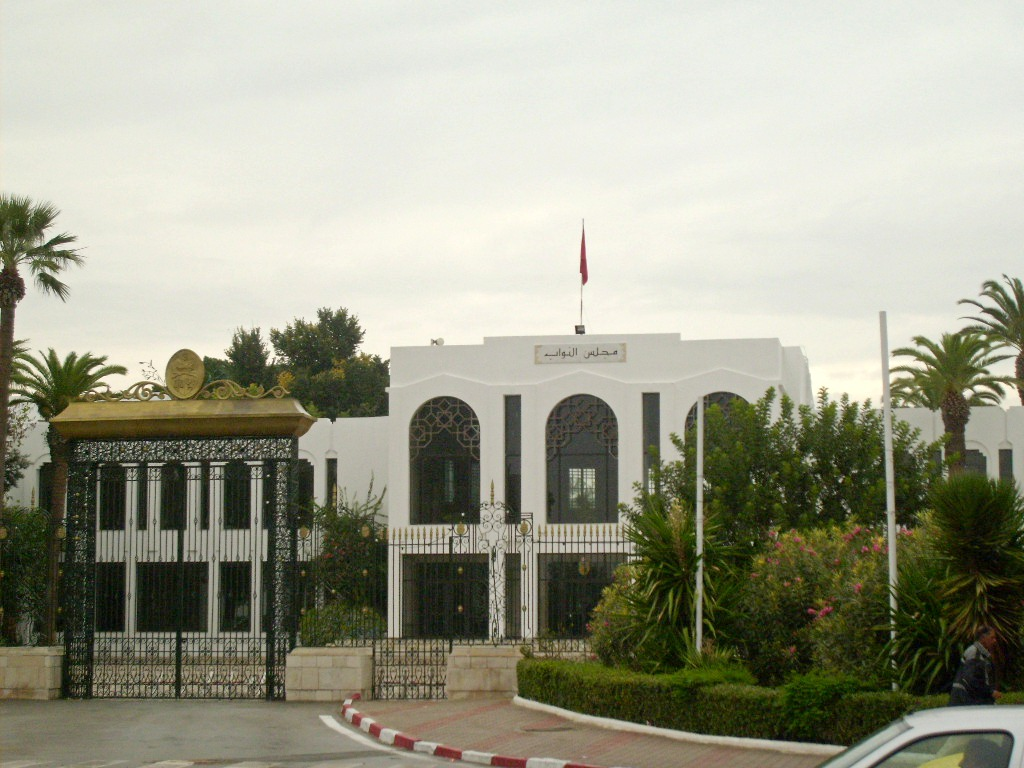
La sede della Camera dei Deputati tunisina

La politica della Tunisia si svolge nel quadro di una repubblica presidenziale, con un presidente che funge da capo di stato e capo del governo, una legislatura unicamerale e un sistema giudiziario influenzato dal diritto civile francese. Tra il 1956 e il 2011, la Tunisia era di fatto uno stato a partito unico, con la politica dominata dal secolare Rassemblement Constitutionnel Démocratique (RCD), sotto la leadership degli ex presidenti Habib Bourguiba e Zine El Abidine Ben Ali.
Nel 2011, nel contesto della primavera araba, scoppiò la Rivoluzione dei Gelsomini, che portò alla destituzione del presidente Zine El Abidine Ben Ali e allo smantellamento dell'RCD, aprendo la strada a una democrazia multipartitica.
Nell'ottobre 2014 sono state organizzate le prime elezioni parlamentari democratiche dalla rivoluzione del 2011, che hanno visto la vittoria elettorale del partito laico Nidaa Tounes con 85 seggi nell'assemblea su 217.
La Tunisia fa parte della Lega Araba, dell'Unione Africana e dell'Organizzazione della Cooperazione Islamica. Mantiene stretti rapporti con gli Stati Uniti, la Francia e l'Unione europea, con i quali ha stipulato un accordo di associazione nel 1995, denominato Processo di Barcellona.
I rapporti favorevoli della Tunisia con gli Stati Uniti e l'Unione Europea sono stati guadagnati dopo anni di proficua cooperazione economica nel settore privato, nelle infrastrutture, e nella modernizzazione.
L'Economist Intelligence Unit ha definito la Tunisia una "democrazia imperfetta" nel 2020, inserendola nella stessa categoria di Stati Uniti e Francia. La Tunisia era considerata l'unica democrazia del mondo arabo.
Il primo presidente democraticamente eletto della Tunisia, è stato Beji Caid Essebsi, fondatore del partito Nidaa Tounes. Fu eletto nelle elezioni presidenziali del 2014, e restò in carica fino alla morte avvenuta il 25 luglio 2019, per problemi respiratori.
Nel mese di ottobre si sono tenute nuove elezioni presidenziali, che hanno visto la vittoria al secondo turno, del candidato indipendente Kaïs Saïed contro l'imprenditore e magnate Nabil Karoui, del partito Qalb Tounes; Saïed è stato il secondo presidente eletto a suffragio universale dalla rivoluzione del 2011.
In seguito a varie proteste contro il Governo Mechichi, per la malagestione della pandemia da COVID-19 e la crisi economica, il 25 luglio 2021 il presidente Kaïs Saïed sospese il parlamento, licenziò il primo ministro, consolidando il proprio potere in quello che Ennahda e gli oppositori hanno definito un "colpo di Stato". Dopo il "Golpe" Saied ha sciolto il consiglio della magistratura tunisina, accusato di corruzione e fatto arrestare diversi esponenti politici.
Inoltre a luglio 2022, nel 64º anniversario della Repubblica Tunisina, ha indetto un referendum, molto controverso, con cui è stata approvata una nuova costituzione, che ha aumentato le prerogative del capo di Stato tunisino.
A dicembre 2022 Kaïs Saïed ha indetto nuove elezioni legislative, che hanno visto un'affluenza bassissima; l'opposizione ha boicottato le elezioni e chiesto le dimissioni immediate del presidente.

## Ordinamento dello Stato

### Potere esecutivo
In Tunisia, il presidente viene eletto direttamente dai cittadini per un mandato di cinque anni. Il presidente nomina primo ministro il candidato del partito che ha ottenuto il maggior numero di voti alle elezioni legislative, per formare un governo entro un mese. Il candidato deve presentare il suo programma all'Assemblea dei Rappresentanti e ottenere la fiducia della maggioranza dei suoi membri. I governatori vengono nominati dal governo centrale e sono a capo dei 24 governatorati in cui è suddiviso lo Stato. Questi enti territoriali sono a loro volta suddivisi in "delegazioni", che raggruppano diversi comuni o "consigli rurali". L'Imada è la più piccola suddivisione amministrativa della Tunisia.

### Potere legislativo

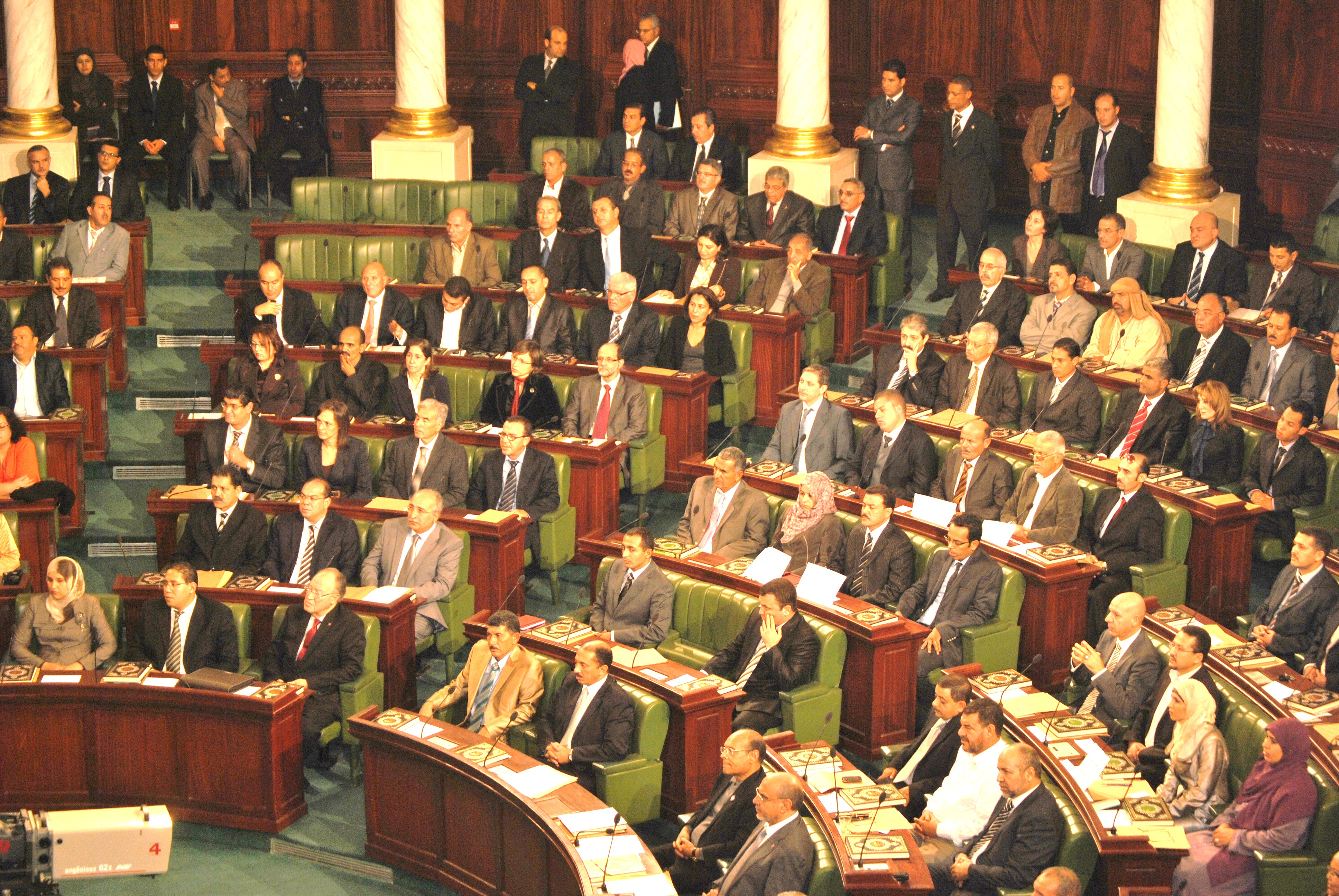
Immagine dell'assemblea costituente

Il potere legislativo della Tunisia è esercitato dall'Assemblea dei Rappresentanti del Popolo, un parlamento unicamerale formata da 217 seggi. Le prime elezioni per l'Assemblea si sono svolte il 26 ottobre 2014.
Prima della rivoluzione del 2011 il parlamento era bicamerale, composto dalla Camera dei Deputati (Majlis al-Nuwaab), che aveva 214 seggi e la Camera dei Consiglieri. I membri venivano eletti con voto popolare per un mandato di cinque anni.
La camera alta era la Camera dei Consiglieri, che contava 112 membri, tra cui rappresentanti di governatorati (province), organizzazioni professionali e personalità nazionali. Di questi, 41 venivano nominati dal Capo dello Stato mentre 71 erano eletti. Circa il 15% dei membri della Camera dei Consiglieri erano donne.
La camera bassa era la Camera dei deputati, composta da 214 seggi. I deputati venivano eletti con voto popolare. Almeno il 25% dei seggi era riservato ai parlamentari appartenenti ai gruppi di opposizione; oltre il 27% dei deputati tunisini sono donne.
A partire dall'indipendenza, Habib Bourguiba instaurò un regime monopartitico di stampo collettivista dove il Partito Socialista Desturiano (PSD) era l'unico partito legale della Tunisia e i vari partiti d'opposizione furono messi al bando, alle elezioni il PSD cconquistava sempre la maggioranza dei seggi. In seguito al colpo di Stato medico del 1987, il generale Zine El-Abidine Ben Ali prese il potere e ribatezzò il PSD nel Rassemblement Constitutionnel Démocratique (RCD). Ben Ali rimase al potere per 23 anni, fino al 2011, quando fu deposto nella Rivoluzione tunisina.

### Potere giudiziario
Il sistema giuridico tunisino si basa sul diritto civile francese; sono ammesse revisioni delle norme attraverso atti legislativi della Corte Suprema in seduta comune. Il potere giudiziario è indipendente, anche se il consiglio giudiziario è presieduto dal capo dello Stato.
L'Ordine degli Avvocati tunisini è un'associazione forense senza scopo di lucro. a cui sono iscritti tutti gli avvocati tunisini.
Secondo la Costituzione del 2014, la Corte Costituzionale è composta da 12 membri, che ricoprono un mandato di nove anni non rinnovabile.
Il Presidente della Repubblica, l'Assemblea dei Rappresentanti e il Consiglio supremo della magistratura propongono ognuno 4 candidati, di cui almeno tre quarti devono essere giuristi con almeno 20 anni di attività. L'Assemblea dei Rappresentanti approva le candidature con la maggioranza dei tre quinti. Tra di loro i giudici eleggono il proprio Presidente e Vicepresidente, entrambi specializzati in giurisprudenza.

## Elezioni

### Elezioni generali del 2009
Le elezioni nazionali tunisine del 2009, supervisionate dal ministero dell'Interno e tenutesi il 25 ottobre 2009, hanno eletto candidati alla presidenza e alle cariche legislative. Durante la campagna, i discorsi dei candidati sono stati trasmessi dalle stazioni radio e televisive tunisine. La partecipazione è stata dell'89% dei cittadini residenti e del 90% dei cittadini residenti all'estero.
Nel voto presidenziale, Zine El Abidine Ben Ali ha sconfitto i suoi sfidanti, Mohamed Bouchiha (PUP), Ahmed Inoubli (UDU) e Ahmed Ibrahim (Movimento Ettajdid) per un quinto mandato. Il suo 89% dei voti è stato leggermente inferiore rispetto alle elezioni del 2004. Nelle elezioni parlamentari, l'RCD ha ricevuto l'84% dei voti per 161 seggi elettorali. L'MDS ha vinto 16 seggi con il sistema di rappresentanza proporzionale, seguito dal PUP con 12 seggi. 59 donne sono state elette ai seggi legislativi.
L'elezione è stata criticata dai partiti di opposizione e da alcuni osservatori internazionali per le limitazioni imposte ai non titolari. In un caso, la pubblicazione settimanale del partito Ettajdid, Ettarik al-Jadid, è stata sequestrata dalle autorità per aver violato le leggi sulle comunicazioni elettorali. Nel frattempo, una delegazione della Commissione dell'Unione Africana ha elogiato le elezioni per essersi svolte con "calma e serenità". Prima delle elezioni del 2009, la Tunisia ha modificato la sua costituzione per consentire a più candidati di candidarsi alla presidenza, consentendo al massimo funzionario di ogni politico partito a competere per la presidenza indipendentemente dal fatto che detenessero seggi in parlamento.

### Elezioni dell'Assemblea Costituente Tunisina del 2011
Dopo la rivoluzione dei gelsomini del 2010-2011 e la vacanza della presidenza da parte del presidente Ben Ali, il 23 ottobre 2011 si sono svolte le elezioni per un'Assemblea costituente. I risultati sono stati annunciati il 25 ottobre 2011 con il partito islamista Ennahda che ha vinto con 37 % dei voti.

### Referendum costituzionale del 2022
Con il boicottaggio delle opposizioni e con un tasso di partecipazione che si è fermato al 27% degli aventi diritto, il 25 luglio 2022 - poiché il referendum non prevedeva quorum - è passato il Sì alla nuova Costituzione proposta e fortemente voluta dal presidente Kais Saied. La nuova Costituzione – che ha spazzato via quella approvata nel 2014, dopo la Rivoluzione dei Gelsomini – «reintroduce nel paese un presidenzialismo forte, anzi fortissimo. Al capo dello stato sono riservata numerose prerogative, mentre nessun contropotere è in grado di bilanciarne l’autorità, di fatto, assoluta».
Ne è derivata una deriva autoritaria contro la quale il 16 marzo 2023 si è scagliato il Parlamento europeo, approvando con 496 voti favorevoli, 28 contrari e 13 astenuti una risoluzione che esprime «profonda preoccupazione» esortando le autorità del paese nordafricano «a rilasciare tutte le persone detenute arbitrariamente, inclusi giornalisti, giudici, avvocati, attivisti politici e sindacalisti, a rispettare la libertà di espressione e associazione e i diritti dei lavoratori, in linea con la costituzione tunisina e i trattati internazionali».
Il testo votato a Strasburgo invita il presidente della Repubblica, Kais Saied, a porre fine alla «repressione in corso contro la società civile» e alla «strumentalizzazione della terribile situazione socio-economica della Tunisia per invertire la storica transizione democratica».

## Politica e società

### Parità di genere
La parità di genere tra uomo e donna precedentemente prevista dalla legge tunisina nelle liste elettorali, e che faceva vantare al paese un primato all'interno del mondo arabo, venne abolita dalla nuova legge elettorale tunisina del 2022.
La Tunisia è l'unico paese del mondo arabo in cui la poligamia è vietata dalla legge. Questo fa parte di una disposizione del Codice dello statuto personale del paese, introdotto dal presidente Bourguiba nel 1956.

### Media
Sotto il regime di Ben Ali, la libertà di stampa era ufficialmente garantita, ma soggetta a stringenti limitazioni, così come una notevole quantità di contenuti web. Ai giornalisti veniva spesso vietato parlare di eventi o argomenti ritenuti controversi. Prima della Rivoluzione dei gelsomini, molti siti web popolari erano censurati come YouTube. Nel 2010 Reporter senza frontiera (RSF) ha incluso la Tunisia nell'elenco dei paesi "nemici di Internet". Nonostante ciò, nel 2005 la Tunisia ha ospitato la seconda metà del vertice mondiale sulla società dell'informazione promosso dalle Nazioni Unite, che ha approvato la libertà di Internet come piattaforma per la partecipazione politica e la protezione dei diritti umani.
Nel 2010, la Tunisia contava più di 3,5 milioni di utenti regolari di Internet e 1,6 milioni di utenti di Facebook e centinaia di internet cafè, noti come "publinet".
Le maggiori stazioni radio private, sono Mosaique FM, Express FM, Shems FM e mentre Hannibal TV e Nessma TV sono le principali stazioni televisive private.

## Partiti politici

### Appello della Tunisia (Nidāʾ Tūnus)
Primo partito della Tunisia è Appello della Tunisia (Ḥaraka Nidāʾ Tūnus, ossia "Movimento dell'appello della Tunisia"), è un partito di matrice laica fondato nel 2012 dall'allora Primo ministro, ex Presidente della Repubblica, Beji Caid Essebsi.
Il partito, di chiara ispirazione neo-bourguibista, dichiara di sostenere l'attuazione di un piano di salvataggio dell'economia nazionale, un piano sociale di dedicare maggiore attenzione ai giovani;
il varo, nel quadro di un consenso nazionale, di misure per garantire la neutralità dell'amministrazione e delle moschee, mettendo fine al fenomeno delle milizie private; la salvaguardia delle libertà collettive e individuali acquisite e metterle al riparo da tutte le eventuali violazioni e minacce; l'applicazione della legge in modo da prevenire i pericoli del terrorismo.

### Tahya Tounes
Tahya Tounes è un partito politico tunisino di orientamento liberale e secolarista fondato nel 2019 dal Primo ministro Yūssef al-Shāhed, a seguito di una scissione da Nidaa Tounes
In occasione delle elezioni presidenziali del 2019 ha sostenuto la candidatura di al-Shāhed, che ha ottenuto il 7,38% dei voti piazzandosi al quinto posto.

### Ennahdha
Ennahdha (letteralmente: Rinascimento) è un partito islamico moderato fondato nell'1981, il suo leader è Rachid Ghannouchi, recentemente tornato nel paese dopo vent’anni di esilio nel Regno Unito. Il Partito dichiara di supportare il pluralismo, la democrazia e la parità dei diritti tra uomo e donna, inoltre afferma di non volere né imporre il velo in nome dell’Islam né di bandirlo in nome del secolarismo. Ghannouchi dichiara di ispirarsi al Partito per la Giustizia e lo Sviluppo (APK) turco mentre rifiuta paragoni con i Talebani o l’Iran; nonostante ciò i laicisti ne restano comunque diffidenti. Ennahdha è molto popolare tra i contadini soprattutto per aver finanziato matrimoni e pasti successivi al ramadan; secondo gli ultimi sondaggi il 25% degli intervistati lo vede con favore.

### Partito Democratico Progressista (PDP)
Il Partito Democratico Progressista fu fondato nel 1983 da Ahmed Najib Chebbi ed operò legalmente anche durante il regime di Ben Ali, dal 2006 è il primo partito ad avere un segretario donna: Maya Jribi. Il Partito Democratico Progressista si schiera a favore di un salario minimo e di incentivi per gli investimenti stranieri. Dato la sua natura laica esso è il rivale di Ennahdha che accusa di voler creare uno “stato ideologico” inoltre; da gennaio, il suo fondatore è Ministro per lo Sviluppo Regionale ed il 16% degli intervistati ne è simpatizzante.

### Unione Patriottica Libera
Unione Patriottica Libera è un controverso partito centrista che sostiene l’economia di mercato, i valori moderni e si oppone alla collaborazione con i partiti islamisti come il rivale Ennahdha. L’UPL è stato fondato durante l’insurrezione da Slim Riahi, un trentanovenne divenuto ricco investendo nel settore energetico e immobiliare in Libia. Nonostante la massiccia campagna pubblicitaria il partito viene solamente accennato nei sondaggi. In agosto Riahi ha affermato che comprerà il 20% di Dar Assabah, un grande editore giornalistico, fatto contestato dai blogger tunisini che lo accusano di voler diventare un “Berlusconi tunisino” nonostante non si sia candidato. Non è da escludere una futura coalizione tra Unione Patriottica Libera e il Partito Democratico Progressista.

### Afek Tounes
Fondato da un economista neoliberale e capeggiato dal professore di medicina Emna Mnif Afek Tounes è l’opposto del PCOT e spesso percepito come elitario e borghese. In giugno il partito tentò di tenere un incontro, impedito dai residenti che lo collegarono al partito del vecchio regime, l’AT ha smentito ogni legame con l’RCD.

### Ettakatol
Anche conosciuto come Forum Democratico per il Lavoro e le Libertà è un partito di centro-sinistra fondato nel 1994 e legale solo dal 2002, il suo leader è Mustafa Ben Jaafar che, per un breve periodo fu anche Ministro della Salute.
Il programma del FDTL si focalizza su trasparenza (anche interna), anti-corruzione e riforma del diritto ereditario in favore delle donne; il partito ha anche condannato la violenza domestica nonostante non ci siano candidati donna tra le sue file. Ettakatol fa della sua base volontaria il suo punto di forza, la stessa che ha fatto campagna elettorale porta a porta inoltre il partito possiede una delle più vivaci piattaforme mediatiche e si dimostra disponibile a coalizzarsi con altri partiti progressisti.

### Partito del Congresso per la Repubblica
Il CPR è un partito laico, di centro-sinistra fondato nel 2001 ma bandito l’anno seguente. È guidato dal fisico attivista per i diritti umani Moncef Marzouki, rientrato dall’esilio nel 2011. Il Partito del Congresso per la Repubblica si batte per l’abolizione di censura, polizia politica e per affermare il rispetto dei diritti umani. Il CPR rifiuta ogni tipo di finanziamento dal mondo degli affari o da ogni altra fonte esterna inoltre, l’8% dell'elettorato lo dà per favorito.

### Coalizione Modernista Democratica
La Coalizione Modernista Democratica (PDM) è una coalizione formata da Ettajdid (Rinnovamento) di centro-sinistra, Partito Socialista di Sinistra, Partito Repubblicano e Via Centrista. Il PDM è un movimento secolare dove metà delle liste sono guidate da donne e dove figura il ventiquattrenne Amal Nasser, il più giovane candidato della Campagna elettorale.
L'Alleanza chiede l'abolizione della pena di morte e una leggere ereditaria non sessualmente discriminatoria.

### Partito Pirata Tunisino
Il PPT è un piccolo partito affiliato al Movimento internazionale dei partiti pirata che promuove la riforma del copyright, il diritto alla Privacy e la trasparenza del governo. 
Uno dei suoi membri di spicco è 
Slim Amamou, CEO di una compagnia per sviluppo del Web e Segretario di Stato per lo Sport e la gioventù fino alle sue dimissioni in seguito del blocco da parte del governo tunisino di vari siti web.
Il PPT non è stato legalizzato per le elezioni del 2011.

### Partito Comunista dei Lavoratori Tunisini
Il Partito Comunista dei Lavoratori Tunisini è un partito marxista-leninista popolare nelle zone costiere, fra i manifestanti di Piazza Kasbah e tra gli studenti. Fu fondato nel 1986 ma restò al bando fino al 2011, il suo leader Hamma Hammami venne più volte arrestato, torturato e minacciato di morte per la sua attività politica.

### Hizb ut-Tahrir
Hizb ut-Tahrir (letteralmente: Partito della Liberazione) è un partito panislamico salafita populista molto più piccolo e conservatore di Ennahdha, a cui le autorità hanno vietato di candidarsi perché anti-democratico. In risposta il suo leader Ridha Belhadj ha affermato di non avere bisogno l’autorizzazione del governo perché ha già quella del popolo.

### Gli eredi dell’ RCD
Dalle ceneri del partito del dittatore Zine El Abidine Ben Ali sono nate nuove formazioni come: al-Waten (La Nazione), fondato dall’ ex ministro del Commercio e Turismo ed ex Ministro dell’Interno; (L’iniziativa); il partito della Giustizia e della Libertà; ed il partito dell’Indipendenza per la Libertà.

## Candidati indipendenti
Abdennaceur Laouini: attivista di sinistra ed avvocato, leader della protesta degli avvocati tunisini del 2010, è candidato a Sfax.
Youssef Seddik: filosofo e antropologo membro di una lista indipendente nelle periferia di Tunisi.
Abdelfattah Morou: ex membro di Ennahdha che ha messo insieme 20 liste indipendenti in giro per la Tunisia.
Riadh Guerfali: professore di legge e blogger che scrive sul blog dissidente Nawaat.org. Si è candidato nella città di Bizerte.
Yassine Ayari: cyber-attivista, sostenitore della lotta contro la censura di Internet, è candidato a Zaghouan.

## Divisioni amministrative
| Mappa | Governatorato                | Nome arabo | Capoluogo   | Popolazione (2004) | Superficie (km²) | Densità (ab./km²) |
| ----- | ---------------------------- | ---------- | ----------- | ------------------ | ---------------- | ----------------- |
|       | Governatorato di Ariana      | أريانة     | Ariana      | 422 246            | 1 558            | 906,02            |
|       | Governatorato di Béja        | باجة       | Béja        | 304 501            | 3 558            |                   |
|       | Governatorato di Ben Arous   | بن عروس    | Ben Arous   | 505 773            | 761              |                   |
|       | Governatorato di Biserta     | بنزرت      | Biserta     | 524 128            | 3 685            |                   |
|       | Governatorato di Gabès       | قابس       | Gabès       | 342 630            | 7 175            |                   |
|       | Governatorato di Gafsa       | قفصة       | Gafsa       | 323 709            | 8 990            |                   |
|       | Governatorato di Jendouba    | جندوبة     | Jendouba    | 416 608            | 3 102            |                   |
|       | Governatorato di Kasserine   | القصرين    | Kasserine   | 412 278            | 8 066            |                   |
|       | Governatorato di Kébili      | قبلي       | Kébili      | 143 218            | 22 084           |                   |
|       | Governatorato del Kef        | الكاف      | Le Kef      | 258 790            | 4 965            |                   |
|       | Governatorato di Mahdia      | المهدية    | Mahdia      | 377 853            | 2 966            |                   |
|       | Governatorato di Manouba     | منوبة      | Manouba     | 335 912            |                  |                   |
|       | Governatorato di Médenine    | مدنين      | Médenine    | 432 503            | 8 588            |                   |
|       | Governatorato di Monastir    | المنستير   | Monastir    | 455 590            | 1 019            |                   |
|       | Governatorato di Nabeul      | نابل       | Nabeul      | 693 890            | 2 788            |                   |
|       | Governatorato di al-Qayrawan | القيروان   | al-Qayrawan | 546 209            | 6 712            |                   |
|       | Governatorato di Sfax        | صفاقس      | Sfax        | 855 256            | 7 545            |                   |
|       | Governatorato di Sidi Bouzid | سيدي بوزيد | Sidi Bouzid | 395 506            | 6 994            |                   |
|       | Governatorato di Siliana     | سليانة     | Siliana     | 233 985            | 4 631            |                   |
|       | Governatorato di Susa        | سوسة       | Susa        | 544 413            | 2 621            |                   |
|       | Governatorato di Tataouine   | تطاوين     | Tataouine   | 143 524            | 38 889           |                   |
|       | Governatorato di Tozeur      | توزر       | Tozeur      | 97 526             | 4 719            |                   |
|       | Governatorato di Tunisi      | تونس       | Tunisi      | 983 861            | 346              |                   |
|       | Governatorato di Zaghouan    | زغوان      | Zaghouan    | 160 963            | 2 768            |                   |

## Partecipazione in organizzazioni internazionali
- Banca Africana per lo Sviluppo
- Unione Araba del Maghreb
- Unione Africana
- Politica europea di vicinato
- FAO
- Gruppo dei 77
- IAEA
- iBanca Internazionale
- ICAO
- Corte internazionale di giustizia
- ICFTU
- Banca islamica per lo sviluppo
- Croce Rossa e Mezzaluna Rossa Internazionale
- ILO
- IMF
- IMO
- Interpol
- ISO
- ITU
- OPEC
- ONU
- UNCTAD
- UNFCCC
- UNESCO
- UNHCR
- UNIDO
- Unione postale universale
- Organizzazione Mondiale delle Dogane
- WFTU
- WHO
- WIPO
- WMO
- WToO
- WTO